# 索理思
索理思（英語：Solenis）是一家美国化学工业公司。

## 历史
2014年在美国威尔明顿 (特拉华州)成立，主要由三家公司合并而成。主要生产特种化学品服务于木浆，造纸业，石油产业，化学加工业，采矿业，电力业。2018年5月合并巴斯夫的造纸和水处理化学品业务。